# Faitús
Faitús és un veïnat del municipi de Llanars, al Ripollès, a la capçalera del Ribera de Faitús, un afluent del Ter. Conté les caseries del Molinàs, també anomenat Faitús de Baix, la Moixa i el Riberal de Faitús. L'ortografia del nom és confós, la Gran Enciclopèdia Catalana dona «Faitús» i «Feitús», l'Institut Cartogràfic i Geològic de Catalunya «Feitús».
El 1991 el disseminat tenia un total de 30 habitants, però la majoria dels masos són de segona residència. Els primers testimonis escrits del nom Faitús es troben en un document de l'any 1249 i en un pergamí de 1563. El 1860 Faitús tenia més habitants (304) que el mateix poble de Llanars (280). L'ocàs de l'activitat agrícola des dels anys seixanta del segle xx va contribuir a la despoblació i l'expansió del pi negre. El 2016 es van recuperar seixanta hectàrees de pastura en terrenys municipals, però la desforestació supervisada pel Consorci d'Espais d'Interès Natural del Ripollès va ser criticada per uns veïns.
Al nucli de la Moixa els germans Fontdecaba són els darreres que continuen la tradició de la transhumància de vaques.